# 王赋
王赋（1962年3月—），男，汉族，山西浑源人，中华人民共和国政治人物。中国人民大学统计学专业本科、硕士毕业，研究生学历，经济学硕士学位。现任中共甘肃省委常委、省纪委书记，省监委主任。

## 生平
1980年9月，在中国人民大学计划统计系统计学专业学习。1984年8月，在中国人民大学统计学专业读硕士研究生。1985年4月加入中国共产党。1986年8月参加工作，任国家物价领导小组办公室干部。1988年8月，任国务院物价委员会办公室副处长。1991年10月，任国家物价局农产品价格司综合处副处长。1993年10月，任国家计委市场与价格调控司价格计划规划处副处长。1995年12月，任国家计委价格调控司综合处处长（1994年12月-1997年9月，挂职任四川省广元市市长助理，中共苍溪县委副书记、副县长）。
1999年2月，任山西省体改委副主任、党组成员。2000年6月，任运城行署副专员。2001年1月，任运城市副市长。2004年3月，任山西省发展和改革委员会副主任、党组成员。2009年12月，任山西省发改委副主任、党组副书记。2010年12月，任山西省发改委副主任、党组副书记，山西省援疆工作前方指挥部总指挥。2012年3月，任山西省发改委主任、党组书记，省转型综改办主任，省援疆工作前方指挥部总指挥。2016年12月，任山西省人民政府副省长。2017年6月，任中共山西省委常委、省委秘书长。
2013年，当选第十二届全国人民代表大会山西地区代表。
2018年1月，调任中共重庆市委常委、秘书长。2018年2月24日，当选为第十三届全国人大代表。2021年3月，任重庆市人民政府常务副市长。
2021年12月，不再担任中共重庆市委常委，调任中共甘肃省委常委、省纪委书记。2022年1月，当选为甘肃省监察委员会主任。